# Anita Staps
Anita Staps (Tilburg, 5 april 1961) is een Nederlands voormalig judoka en de eerste Nederlandse wereldkampioen judo bij de vrouwen in 1980.

## Carrière
Staps begon op achtjarige leeftijd te trainen in de judoschool van Peter Ooms. Met hem als coach won ze later vele judotitels. Op haar 13e debuteerde ze bij de senioren en op haar 15e won ze als jongste deelnemer op de Engelse Open haar eerste titel. 
Tussen 1978 en 1986 won ze zevenmaal het Nederlands kampioenschap judo. Bovendien won ze nog tweemaal zilver en eenmaal brons. Op 29 november 1980 behaalde ze het grootste succes uit haar carrière toen ze in New York de gouden medaille won bij het eerste wereldkampioenschap judo in 1980 door in de finale van de categorie tot 61 kilo de Italiaanse Laura di Toma te verslaan. Ze was daarmee de eerste Nederlandse vrouw die dit presteerde. In de jaren daarna won ze nog driemaal een bronzen medaille op een WK (in 1982, 1984 en 1986). In 1987 beëindigde Staps haar judocarrière. Ze werkte daarna als fysiotherapeute, voedingsdeskundige en fitnesstrainer. In 1993 begon ze haar eigen bedrijf Stapsgewijs.
Na haar carrière maakte ze bekend dat haar successen ook een keerzijde hadden. Zo ontwikkelde ze door haar continue strijd om onder het wedstrijdgewicht te komen de eetstoornis boulimia. Ook werd ze tijdens haar sportcarrière seksueel lastiggevallen door haar coach Peter Ooms. In 1996 diende Staps samen met de judoka's Irene de Kok en Monique van der Lee, een aanklacht in tegen Ooms wegens ongewenste intimiteiten. De tuchtcommissie van de Judo Bond Nederland schorste de trainer uit Tilburg voor drie jaar. Van de rechter kreeg Ooms een werkstraf van 140 uur.